# Барониси
Барониси (итал. Baronissi) је насеље у Италији у округу Салерно, региону Кампанија.
Према процени из 2011. у насељу је живело 12383 становника. Насеље се налази на надморској висини од 192 м.

## Становништво
| 1931. | 1936. | 1951. | 1961. | 1971. | 1981.  | 1991.  | 2001.  | 2011.  |
| ----- | ----- | ----- | ----- | ----- | ------ | ------ | ------ | ------ |
| 7.092 | 7.485 | 8.323 | 8.246 | 8.437 | 10.256 | 13.070 | 15.226 | 16.790 |